# تأشيرة الشركة الناشئة
تأشيرة الشركة الناشئة هو تصريح إقامة مشروط ومؤقت يمنح في بلدان مختلفة. غالبا ما تقدم هذه التأشيرة لفئة أصحاب المشاريع الذين يحصلون على تمويلات خارجية أو الراغبين بإنشاء شركة في بلدٍ ما لا يحملوا جنسيته. وتمكن التأشيرة من تحويلها إلى تأشيرة إقامة دائمة إذا تم استيفاء شروط معينة.
في أغلب الأحيان، يتوجب على الأفراد المؤهلين استيفاء مجموعة من المتطلبات تختلف عن الشروط المنصوص عليها للحصول على  تأشيرة رياديي الأعمال التقليدية. وفي بعض البلدان، يُسمح لمُديري الشركة التي تم تأسيسها حديثاً بالانتقال والعمل في هذا البلد.
ففي الولايات المتحدة على سبيل المثال، يتمثل الاقتراح الحالي في الكونغرس بتأشيرة هجرة مؤقتة، أو تأشيرة إقامة دائمة مشروطة  (البطاقة الخضراء المشروطة) يتم تحويلها إلى إقامة دائمة (البطاقة الخضراء) بعد عامين إذا تم استيفاء شروط معينة. كما يتميز هذا الاقتراح بأنه يتضمن تأشيرة مرتقبة لتأسيس شركة ناشئة، تُصنف كتأشيرة «توظيف»، وتندرج تحت فئة الـ EB-6 التي تم إنشاؤها حديثاً.

## بلدان تقدم تأشيرة
بين الدول المتقدمة، هناك الآن اهتمام واضح لجذب المهاجرين من أصحاب المهارات الاستثنائية لكي يأتوا بمعارف جديدة ويخلقوا فرص عمل في الاقتصاد المحلي. إلا أن رياديي الأعمال في بلدان أخرى غير الولايات المتحدة لا يواجهون ذات الصعوبات فيما يخص أمور الهجرة بفضل أنظمة التأشيرات التي تعتمد النقاط، و/أو غياب قيود الملكية على تأشيرات العمل القائمة على الرعاية الذاتية.
وقد بدأت هذه البلدان حديثا بالعمل بتأشيرات معينة لرياديي الأعمال ومؤسسي الشركات الناشئة:

### المملكة المتحدة
لرياديي الأعمال ومؤسسي الشركات الناشئة ثلاثة خيارات للحصول على التأشيرة، تعتمد على الوضع ومدة البقاء هناك؛ وهي فيزا رائد أعمال، وفيزا رائد الأعمال الخرّيج، وفيزا رائد أعمال مُرتقب.

### تشيلي
يمكن لرياديي الأعمال ومؤسسي الشركات الناشئة التقديم على «start-up Chile»، وهو برنامج مسرع  يدعم رياديي الأعمال وأصحاب المشاريع المبتكرة. وفي حال الحصول على قبول لدخول البرنامج، يُمنح المتقدمين تأشيرة لمدة سنة واحدة.

### كندا
يُمنح رياديي الأعمال ومؤسسي الشركات الناشئة خيار الحصول على فيزا لتأسيس شركة ناشئة، ولكن تختلف القوانين والمتطلبات الخاصة بالتمويل باختلاف مصدر تمويل المشروع.

### نيوزيلندا
لرياديي الأعمال ومؤسسي الشركات الناشئة خَيار جديد منذ آذار عام 2014، وهو تأشيرة رائد الأعمال. تعمل التأشيرة على جانبين: دعم الاستقرار في البلد، وإنشاء المشاريع. بعد مضي العام الأول، يحتاج رائد الأعمال إلى تطوير المشروع ليكون قادرا على البقاء على تأشيرته.

### جمهورية أيرلندا
بإمكان رياديي الأعمال ومؤسسي الشركات الناشئة التقديم على تأشيرة الشركات الناشئة التي تستهدف الشركات المبتكرة.

### سنغافورة
يُتاح لرياديي الأعمال ومؤسسي الشركات الناشئة الخَيار بالاستقرار من خلال تأشيرة رياديي الأعمال (entrepass)، طالما أنهم أثبتوا قدرتهم على جلب الابتكار والاستثمارات والإيرادات. وتعتمد مدة البقاء على الإيرادات النقدية التي يولدها المشروع وطبيعته المبتكِرة.

### أستراليا
أستراليا هي إحدى أولى الدول التي أصدرت تأشيرة خاصة برياديي الأعمال في السبعينات. وهناك العديد من فئات التأشيرات الخاصة بأصحاب المشاريع. وقد أُضيفت حديثا فئة جديدة تُسمى بتأشيرة ابتكار المشاريع واستثمارها تستهدف وتجذب الشركات الناشئة المُبتكِرة.

### إيطاليا
أدخلت إيطاليا تأشيرة رائدة للشركات الناشئة في حزيران 2014، مُخصصة لأفكار المشاريع المُبتكرة (تأشيرة موظف لحسابه الخاص متوفرة أيضا، اقرأ أدناه). فهي تقدم إجراءات مُبسطة للحصول على التأشيرة لرياديي الأعمال من خلال تجنب الإجراءات الروتينية وتقديم مجموعة من الفوائد فيما يخص الضرائب وقوانين العمل. ليكون مؤهل للحصول عليها، يجب على رائد الأعمال المُتقدم أن يُثبت الناحية المُبتكرة لفكرة مشروعه، إضافةً إلى امتلاكه مبلغ 000 50€ يورو كرأس مال للاستثمار في هذا المشروع.

### إسبانيا
يُقدَّم لرياديي الأعمال فرصة الحصول على تصريح إقامة بشكل أسرع، ويتطلب منهم ذلك امتلاك خطة مشروع تمّ عرضها على  الحكومة، إضافةً إلى تأمين صحي وتمويل كافي لإعالة أنفسهم أثناء الإقامة في إسبانيا. يتم اتّخاذ قرار بشأن التأشيرة خلال 10 أيام عمل، وبشأن تصريح الإقامة خلال 20 يوم.